# Simulación por eventos discretos
La simulación por eventos discretos es una técnica informática de modelado dinámico de sistemas. Frente a su homóloga, la simulación de tiempo continuo, esta se caracteriza por un control en la variable del tiempo que permite avanzar a éste 
a intervalos variables, en función de la planificación de ocurrencia de tales eventos a un tiempo futuro.
Un requisito para aplicar esta técnica es que las variables que definen el sistema no cambien su comportamiento durante el intervalo simulado.

## Glosario
Tiempo de simulación
Es el valor del tiempo que el simulador puede avanzar a una velocidad superior a la habitual de un reloj común, evolucionando así el estado de un sistema de forma acelerada.
Evento
Un evento es un suceso que hace cambiar las variables de estado del sistema. Durante el procesamiento de un evento el tiempo de simulación permanece fijo. Un evento pertenece a una entidad, o actor en el sistema, y normalmente solo cambiara atributos de esta, dejando invariante el resto del sistema.
Entidad
El sistema a simular se modela sobre la base de entidades o actores que representan en su agregado al sistema compuesto. El estado del sistema se entiende entonces como el agregado de los estados que lo conforman.
Actividad
Secuencia de eventos pertenecientes a una entidad que cierran un ciclo funcional. A diferencia de un evento, que se ejecuta a tiempo de simulación constante, una actividad se desarrolla dentro de un intervalo de tiempo de simulación no puntual.
Simulación en tiempo acelerado
Se da cuando el avance del tiempo de simulación es mayor de un segundo por cada segundo de tiempo real.
Simulación en tiempo real
Se da cuando el avance del tiempo de simulación exactamente de un segundo por cada segundo de tiempo real.
- Datos: Q574814